# ブルカー
ブルカー(英語:Bruker)は分析装置を開発、製造するアメリカ合衆国マサチューセッツ州ビレリカの企業。

## 概要
1960年にドイツでGünther Laukienによって設立された。。1965年に独立した3チャンネルを備える全半導体式の最初の高分解能核磁気共鳴分光計であるHFX 90を発売した。この製品は欧州とアメリカでの市場で普及して会社の発展の原動力になった。
マサチューセッツ州ビレリカに本社があり、6000人以上の従業員を擁する。核磁気共鳴分光計の代表的な企業で日本国内の大学、研究機関にも多数の納入実績がある。1976年にはMRIを開発した。現在ではM&Aによって分析機器メーカーを傘下に収め、蛍光X線分析装置や赤外・近赤外・ラマンスペクトロスコピー、質量分析計や画像診断装置等を手がける。

## 沿革
- 1960年 - カールスルーエでGünther Laukienによって設立[1]
- 1974年 - 赤外分光計を発売
- 1976年 - 日本に事務所が開設、最初のMRIを開発[1]
- 1980年 - 質量分析器を手がけるDr. Franzen Analysentechnikを買収[1]
- 1997年 - シーメンスのX線分析部門を買収[1]
- 2008年 - 再編された[1]
- 2019年 - オーストリアの光学式三次元測定機メーカー Alicona Imaging GmbHを買収

## 主な製品
- 磁気共鳴分光計
- X線回折
- 元素分析
- 赤外・近赤外・ラマンスペクトロスコピー
- 質量分析
- CBRNE検知
- 表面分析
- 前臨床用イメージング